# Зозуля Ігор Іванович
І́гор Іва́нович Зозу́ля (* 22 червня 1969, село Рубань, Немирівський район, Вінницька область, Україна) — український художник, працює у станковому живописі, майстер українського  пейзажу  в стилі імпресіонізм. Активний учасник Вінницької громади художників, один із ініціаторів Вінницького узвозу. Автор унікальних робіт з Помаранчевої революції 2005—2005 та Революції гідності 2013—2014 роках.

## Життєпис
Народився 22 червня 1969 року в селі Рубань Немирівського району Вінницької області (Україна)
Дитячі роки провів у селі Рубань, у 1987 році закінчив вище Вінницьке художнє училище. Життя у селі і  близькість природи підштовхнуло до малювання пейзажів.
Художній стиль сформувався завдяки роботам відомих українських художників Аркадія  Сороки та Миколи Чулка.
За останні 35 років намалював понад 1000 картин, які виконані в стилі імпресіонізм, більшість з них були створені з 1999 року по 2017 в селі Стрижавка Вінницької області, де довгий час жив художник.  В 2006 році заснував у Вінниці громадську організацію «Мистецький Центр». Один із організаторів Вінницького мистецького узвозу.
Понад 20 персональних виставок було проведено в Києві та Вінниці. Брав участь у благодійних виставках в Україні в підтримку воїнів АТО та в Польщі в підтримку онкохворих дітей.
Автор унікальної колекції картин, які відображують події на Майдані в 2013—2014 роках.
Роботи художника представлені в українських художніх музеях. В Краєзнавчому Вінницькому музеї [Архівовано 8 лютого 2014 у Wayback Machine.] діє постійна виставка робіт автора.
Також були проведені дві виставки в Художньому Вінницькому музеї [Архівовано 30 вересня 2019 у Wayback Machine.], де зберігається декілька його картин [Архівовано 21 травня 2019 у Wayback Machine.].
Переважна більшість робіт художника знаходяться в приватних вітчизняних та зарубіжних колекціях.
Особисте життя: неодружений, має двох дорослих синів.
Стиль: авторський імпресіонізм